# Орєхово (присілок, Приозерський район)
Орехово (рос. Орехово) — присілок у Приозерському районі Ленінградської області Російської Федерації.
Населення становить 14 осіб. Належить до муніципального утворення Сосновське сільське поселення.

## Історія
До 1917 року населений пункт перебував у складі Виборзької губернії Великого князівства Фінляндського. З 1918 по 1940 та в роки Другої світової війни між 1941 та 1944 роками у складі незалежної Фінляндії. Відтак — у складі Ленінградської області.
Згідно із законом від 1 вересня 2004 року № 50-оз належить до муніципального утворення Сосновське сільське поселення.

## Населення
1. Н/Д[2]

1. Н/Д[3]